# 蒲池站 (福岡縣)

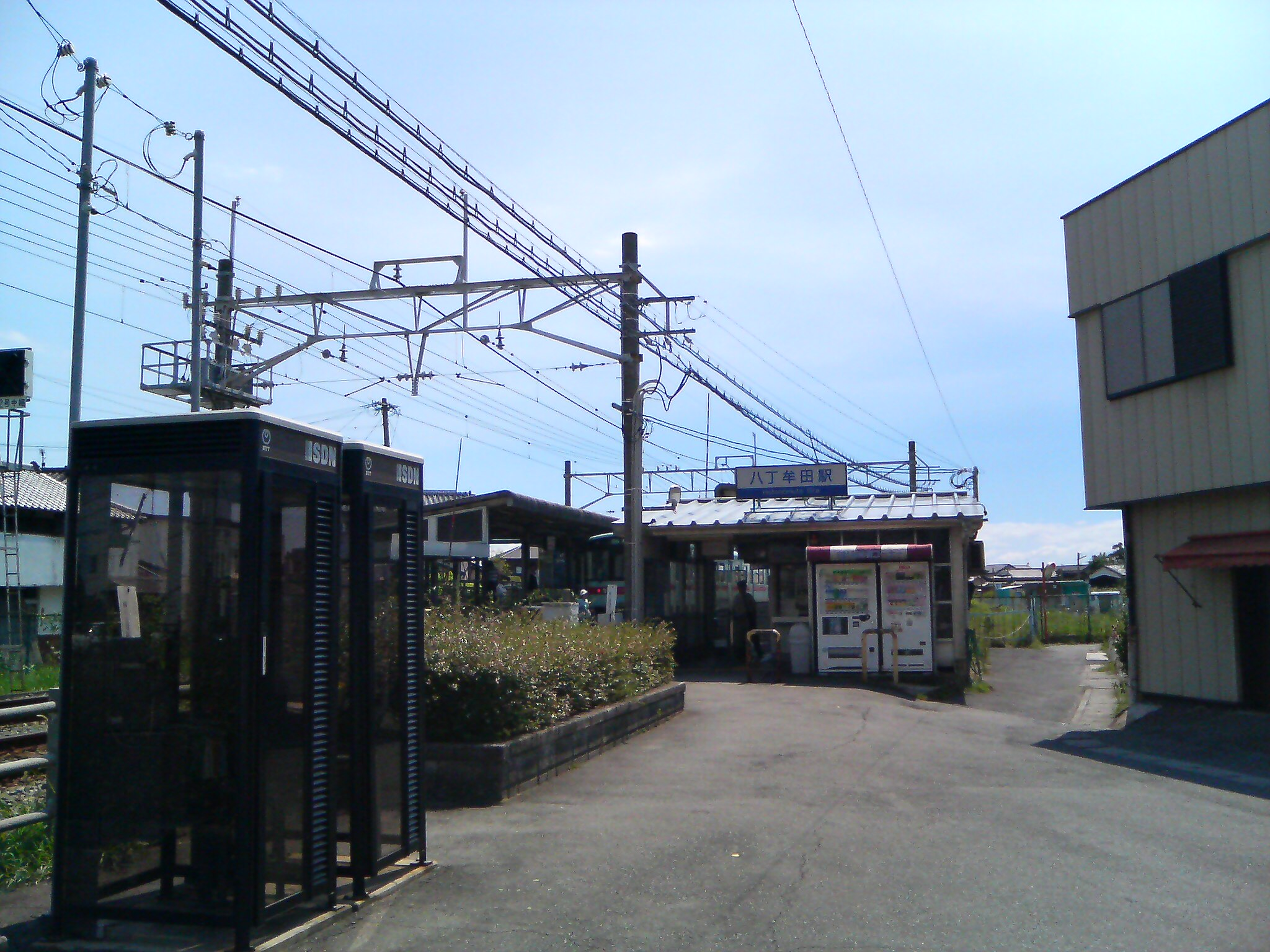
翻新前的舊站房(2008年1月)

蒲池站（日语：／ Kamachi eki */?）是位於福岡縣柳川市蒲生，屬於西日本鐵道（西鐵）的天神大牟田線車站。車站編號為T37。本站在2005年合併前是柳川市內唯一的鐵路車站。

## 歷史
- 1937年（昭和12年）10月1日 - 車站啟用。
- 2008年（平成20年）5月18日 - 此站開始可以使用IC卡nimoca。
- 2014年（平成26年）3月22日 - 車站櫃臺營業時間變更（在此之前，職員當值時間由首班車至尾班車）。
- 2017年（平成29年）2月1日 - 此站引入車站編號[1]。
- 2021年（令和3年）4月1日 - 隨著引入中央控制行車，整日成為無人車站[2][3]。

## 車站構造
本站是地面車站，設有2面2線的相對式月台。本站至開站之間為單線鐵路。在2021年4月1日前，此站是業務委託車站，委托西鐵車站服務負責車站業務，日間部分時段沒有車站職員。

### 月台
| 月台 | 路線          | 上下行 | 方向                     | 備註 |
| ---- | ------------- | ------ | ------------------------ | ---- |
| 1    | ■天神大牟田線 | 下行   | 柳川、大牟田方向         |      |
| 2    | ■天神大牟田線 | 上行   | 久留米、福岡（天神）方向 |      |

## 使用狀況
在2019年度，1日平均上下車人次為400人。
以下為各年度1日平均使用人次列表：
| 年度               | 1日平均 乘車人次 | 1日平均 上下車人次 |
| ------------------ | ---------------- | ------------------ |
| 2011年（平成23年） |                  | 439                |
| 2012年（平成24年） |                  | 383                |
| 2013年（平成25年） |                  | 416                |
| 2014年（平成26年） |                  | 394                |
| 2015年（平成27年） |                  | 430                |
| 2016年（平成28年） |                  | 426                |
| 2017年（平成29年） |                  | 405                |
| 2018年（平成30年） |                  | 398                |
| 2019年（令和元年） |                  | 400                |

## 車站周邊
- 蒲池立石團地
- 柳川市立蒲池小·中學
- 白梅學園
- 蒲池郵局
- 柳川農業協同組合（日语：柳川農業協同組合）蒲池分所·農產物直銷處「親睦之里」
- 瑞泉院

## 相鄰車站
西日本鐵道
■天神大牟田線
■特急、■急行
通過
■普通
八丁牟田（T36）－蒲池（T37）－矢加部（T38）

## 注腳
1. ↑   (PDF). 西日本鐵道. 2017-01-24  [2017年3月20日]. （原始内容存档 (PDF)于2020-07-28） （日语）.
2. ↑   (PDF) (新闻稿). 西日本鉄道広報部. 2021-03-19  [2021-03-19]. （原始内容 (PDF)存档于2021-03-19） （日语）.
3. ↑   (PDF) (新闻稿). 西日本鉄道広報部. 2020-08-28  [2020-08-28]. （原始内容 (PDF)存档于2020-08-28） （日语）.
4. 1 2  . 西日本鉄道株式会社.   [2021-01-14]. （原始内容存档于2021-01-29） （日语）.

## 外部連結
- 蒲池站（西鐵沿線web） （页面存档备份，存于）（日語）